# 진주유문 쌍효각
진주유문 쌍효각은 충청북도 청주시 청원구에 있다. 2015년 4월 17일 청주시의 향토유적 제114호로 지정되었다.

## 개요
진주유씨 유의신과 유의인 형제의 효행을 기리기 위해 세운 정려각이다.